# Bolbitis christensenii
Bolbitis christensenii är en träjonväxtart som först beskrevs av Ren-Chang Ching, och fick sitt nu gällande namn av Ren-Chang Ching. Bolbitis christensenii ingår i släktet Bolbitis och familjen Dryopteridaceae. Inga underarter finns listade.